# Dysgonia prorasigna
Dysgonia prorasigna  là một loài bướm đêm thuộc họ Erebidae. Loài này có ở Châu Phi, bao gồm Uganda.